# Éditions Rossignol
Pour les articles homonymes, voir Rossignol (homonymie).
 (janvier 2024).
Si vous disposez d'ouvrages ou d'articles de référence ou si vous connaissez des sites web de qualité traitant du thème abordé ici, merci de compléter l'article en donnant les références utiles à sa vérifiabilité et en les liant à la section « Notes et références ».

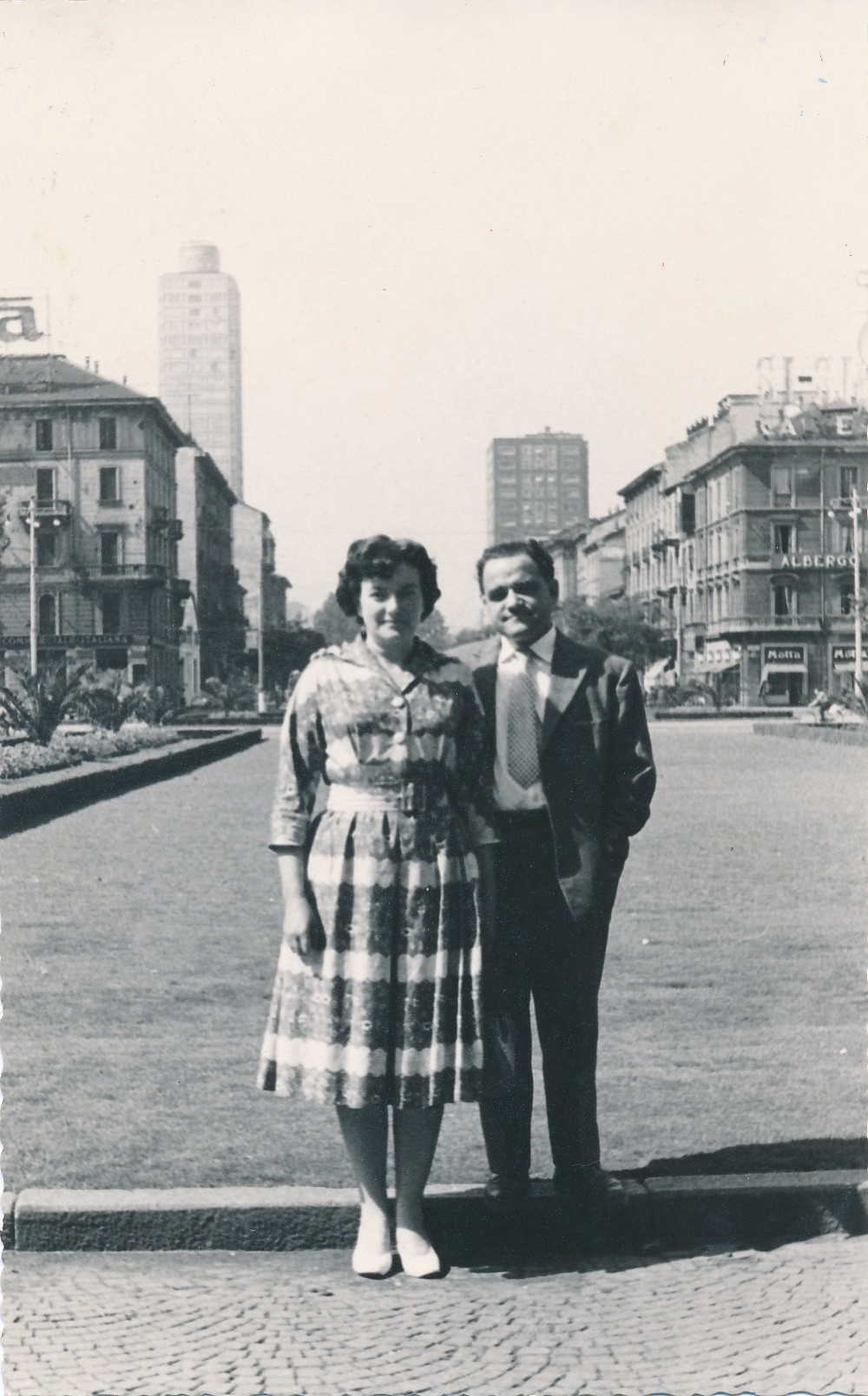
le couple en 1962, en Espagne

Les éditions Rossignol sont une maison d'édition française spécialisée dans la production de matériel pédagogique et d'affiches scolaires. Créée en 1946, à Nalliers, elle a son siège social dans le département de la Vienne. Après avoir été rachetée par les éditions Hachette, la production des cartes et les affiches dure jusqu'en 1972, la dénomination Rossignol reparaît dans une nouvelle société fondée par le fils Philippe Rossignol le 15 décembre 1986.
Les éditions Rossignol sont principalement connues pour leurs cartes, affiches et panneaux pédagogiques, dont il existe 800 titres différents, très largement diffusées dans les écoles françaises, essentiellement dans les années 1950 à 1980. 
Les éditions Rossignol sont créées en 1946 par Madeleine Girault et André Rossignol. 
Madeleine Girault, née à Jouhet, dans la Vienne, le 26 avril 1916, fera le Cours complémentaire à Chauvigny. Puis elle obtiendra son Brevet supérieur à l’âge de 20 ans. À partir du 1er octobre 1936, Madeleine enseigne dans une classe à plusieurs niveaux aux Hérolles-Coulonges. Elle arrêtera d'enseigner en 1953 à Nalliers. 
André Rossignol, né à Haims, au sud de la Vienne, le 16 décembre 1917, major de sa promotion, fera l'École normale de Poitiers de 1933 à 1936. Sorti premier, il est promu à Montmorillon avec une classe de sixième. Il arrêtera sa carrière d'enseignant en 1950 à Nalliers pour se consacrer à sa maison d'éditions.
Le 12 février 2004, pour services rendus à l'Éducation Nationale, André obtient les Palmes académiques, signées de Luc Ferry. Cela représente 50 années de 1946 à 1996 durant lesquelles il a créé de nombreux outils pédagogiques. En mai 2019, à la demande de Philippe Rossignol, une école élémentaire porte le nom d'André Rossignol à Montmorillon.

## Histoire
L'entreprise Rossignol est fondée en 1946 par deux instituteurs, André Rossignol (1917-2004) et son épouse Madeleine Girault (1916-2001). André Rossignol exerce le métier d'instituteur depuis 1936, tandis que Madeleine Girault est institutrice en poste aux Hérolles. Au départ, il s'agissait de produire des fascicules pédagogiques, sous le nom Durham. Ils sont publiés sous le label Coopérative pédagogique de Nalliers. L'impression est dans un premier temps confiée à la société Fabrègue, de Saint-Yrieix-la-Perche (Haute-Vienne). Après 1962, les tirages sont réalisés par l'imprimerie Aubin de Ligugé (Vienne).

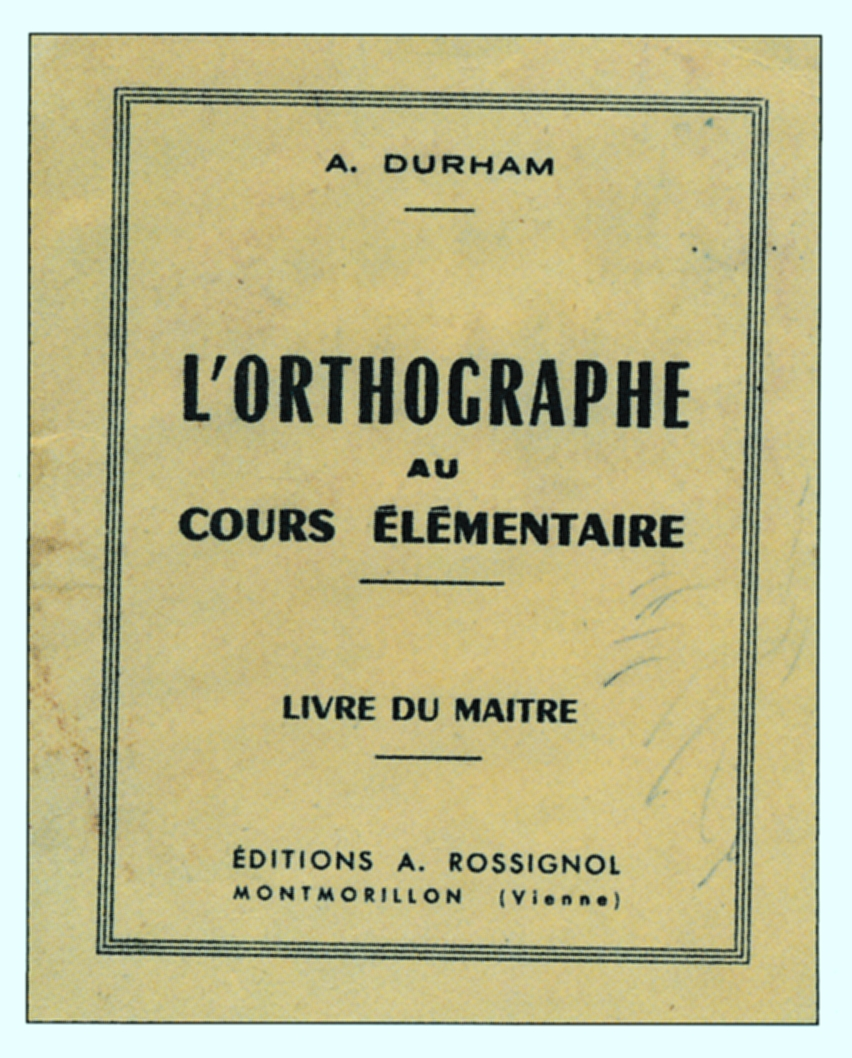
Premier livret de 1946 A. DURHAM

D'abord installée à Nalliers (Vienne), l'entreprise s'établit en 1953 dans la ville voisine de Montmorillon, elle compte alors 23 salariés. Après l'incendie du 21 novembre 1953, une nouvelle usine est construite route de la Trimouille à Montmorillon.
La société prend son essor dans les années 1950, employant une centaine de salariés et plusieurs dizaines de représentants. À la même époque, André Audinot s'y implique comme directeur commercial pour l'étranger.
En 1958, l'entreprise est cédée aux éditions Hachette, qui poursuit la production des éditions  jusqu'en 1972. Les époux Rossignol en demeurent employés comme cadre de 1958 à 1963. Puis en 1973, la société prend le nom de Librairie pédagogique du Centre.
André Rossignol crée une nouvelle société à Avanton, qui cessera d'exister en 1996.
Le 15 décembre 1986, Philippe Rossignol, fils d'André et Madeleine, relance à Cissé la production de cartes géographiques pour le primaire et le collège à travers une nouvelle société, Productions Philippe Rossignol. Dans les années 2010, il dépose la marque « Éditions Rossignol Montmorillon » à l'Institut national de la propriété industrielle. Cette entreprise sera fermée le 31 décembre 2020.

## Production
Toutes les planches pédagogiques sont recto-verso. Elles représentent des cartes géographiques, des scènes historiques ou de la vie quotidienne, des éléments de sciences naturelles dans des tableaux, des affiches de la vie courante.

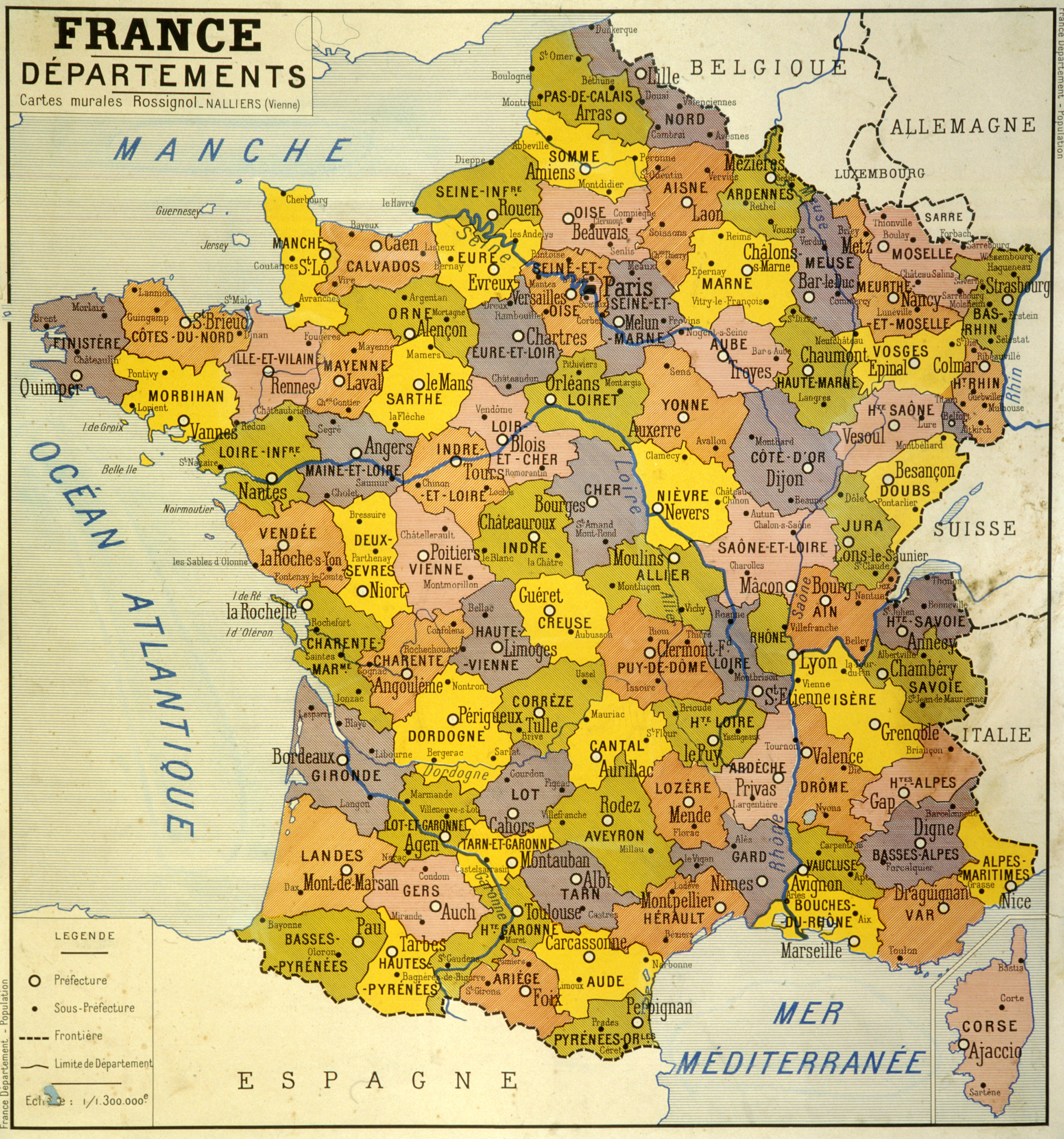
Carte de France des départements dessinée par Bonnafoux et 1948

La Coopérative Pédagogique diffuse dès 1950 La documentation pédagogique dont l'abonnement mensuel est fixé à mille francs, soit moins de deux euros par an. En 1953, 38 000 écoles sont abonnées. Elle cessera en 1972 après 312 parutions.
Les époux Rossignol recourent à des illustrateurs reconnus, comme Chéri Hérouard , Raylambert, André Galland, Pierre Joubert, Henri Bonnafoux (pour les premières dès 1948).
En 1948, sera édité trois séries de cartes trichromes (noir, bleu et sépia) comprenant chacune 20, 22 et 24 titres. Elles étaient vendues sous l'appellation « Cartes parfaites », dessinées par Henri Bonnafoux, au format 75 x 90 cm.
Les éditions Rossignol produisent de nombreux autres objets. Outre les planches et cartes, figurent des livres, des diapositives, des disques, des tampons, des aimants, des livrets et aussi une méthode de lecture « Poucet et son Ami ».
Cette méthode de lecture est née dans l'esprit du cousin de Madeleine, Henri Géron ; elle sera vendue de 1954 à 1996. Elle est accompagnée de 52 grands tableaux au format 75 x 90 cm.
Pour l'élocution, à l'école primaire, sera éditée 4 séries de 24 tableaux au format 56 x 76 cm. Ce sont de belles images de la vie courante où les élèves doivent décrire le tableau et développer ainsi leur vocabulaire. Ces 4 séries sont accompagnées chacune d'un livret pédagogique.
Les 2 séries les plus diffusées sont en histoire et pour la géographie au format 76 x 56 cm éditées en 1953. Elles sont composées de 72 tableaux chacune ; constituées de 3 séries de 24 titres ; livrées dans les écoles dans des cadres en bois.
Au tarif de 1954, on trouve du mobilier scolaire : chaises, tables simples et doubles, bureaux et fauteuil de maîtres.
Une partie de la production est vendue en Belgique, en Pologne, en Allemagne, en Espagne et dans les colonies françaises d'Afrique (2 séries au format 75 x 90 cm sur les plantes et animaux d'Afrique).